# Литвиненко, Таисия Порфирьевна
Таисия Порфирьевна Литвиненко (27 августа 1929, Киев — 9 сентября 2016) — советская и российская актриса театра и кино.

## Биография
В 1956 году окончила Школу-студию МХАТа. Позже, в 1957 году — Киевский государственный институт театрального искусства им. И. Карпенко-Карого.
В 1957—1966 годах — актриса Киевской киностудии им. А. Довженко, в 1966—1989 играла на сцене Московского Театра-студии киноактёра.
В кино снималась с 1957 года. Сыграла в 18 кинолентах, принимала участие в озвучивании фильмов.
Широкую популярность получила после съёмок в фильме Виктора Ивченко «Ч. П. — Чрезвычайное происшествие» (1958), где она сыграла Риту Воронкову. В этом фильме Таисия Литвиненко снималась вместе с Вячеславом Тихоновым, Владимиром Дальским и Михаилом Кузнецовым.
В последние годы жизни жила замкнуто, была замужем за украинским актёром театра и кино Юрием Мажугой (13.04.1931—11.07.2022), имела детей и внуков. Дочь актрисы, Марина, скончалась через полгода после потери матери. Обе похоронены на Кобяковском кладбище в Одинцовском районе. Остались внучка Марина и правнук Фёдор.

## Фильмография
- 1957 — Крутые ступени — Елена Чернова
- 1958 — Ч. П. — Чрезвычайное происшествие — Рита Семеновна Воронкова, радистка
- 1959 — Небо зовёт — Лена, врач
- 1959 — Любой ценой — партизанка
- 1961 — Гулящая — эпизод (нет в титрах)
- 1962 — В мёртвой петле — эпизод
- 1963 — Молчат только статуи — эпизод
- 1964 — Ракеты не должны взлететь — Дорис, жена Гейнца
- 1970 — Кремлёвские куранты — секретарь Ленина
- 1977 — Приезжая — Галина Ивановна Шохина, жена Степана Яковлевича, учительница
- 1977 — Мимино — секретарша (нет в титрах)
- 1980 — Тихие троечники — эпизод
- 1984 — Счастливая, Женька! — эпизод
- 1984 — Особое подразделение — ветеран
- 1985 — Соучастие в убийстве — мать Ли
- 1985 — От зарплаты до зарплаты — Надежда Павловна, секретарь
- 1985 — Багратион — Екатерина Багратион, жена Петра Багратиона
- 1987 — Поражение (1 серия — «Поиск правды») — вахтёр (нет в титрах)